# Hrabstwo Platte (Nebraska)
Hrabstwo Platte (ang. Platte County) – hrabstwo w stanie Nebraska w Stanach Zjednoczonych. Obszar całkowity hrabstwa obejmuje powierzchnię 684,59 mil2 (1 773,08 km²). Według danych z 2010 r. hrabstwo miało 32 237 mieszkańców. Hrabstwo powstało w 1856 roku, a jego nazwa pochodzi od rzeki Platte, której z kolei nazwa pochodzi od francuskiego słowa platte, będącego tłumaczeniem otoskiej nazwy tej rzeki oznaczającej płaską rzekę.

## Sąsiednie hrabstwa
- Hrabstwo Madison (północ)
- Hrabstwo Stanton (północny wschód)
- Hrabstwo Colfax (wschód)
- Hrabstwo Butler (południowy wschód)
- Hrabstwo Polk (południe)
- Hrabstwo Merrick(południe)
- Hrabstwo Nance (południowy zachód)
- Hrabstwo Boone (zachód)

## Miasta
- Columbus
- Humphrey
- Lakeview (CDP)

## Wioski
- Cornlea
- Creston
- Duncan
- Lindsay
- Monroe
- Platte Center
- Tarnov